# Декан
Декан је универзитетски професор који је административни старјешина факултета. Уз њега се обично бира и одређени број продекана за поједине области који заједно чине деканат.
Декане обично бирају факултетска наставно-научна вијећа односно сви професори и научни сарадници на једном факултету. Избор потврђује ректор универзитета.